# James Francis McIntyre
James Francis McIntyre (Nova York, 25 de junho de 1886 - Los Angeles, 16 de julho de 1979) foi Arcebispo de Los Angeles.

## Vida
James Francis McIntyre nasceu em uma família irlandesa em Manhattan. Ele trabalhou na Bolsa de Nova York para a empresa de negociação de valores mobiliários HL Horton & Co, que o ofereceu para ingressar na empresa como sócio minoritário. No entanto, ele decidiu, com a idade de 30 anos, tornar-se padre e, em 1916, ingressou no seminário St. Joseph's Seminary and College, em Dunwoodie (Yonkers). Lá, ele estudou filosofia e teologia católica e recebeu em 21 de maio de 1921, o sacramento de Ordens Sacras. Depois de dois anos como capelão paroquial em Nova York, ele foi vice-chanceler em 1923 e 1934 chanceler da arquidiocese. Em 1934, ele foi premiado com o título honorário de Secretário Privado de Sua Santidade.
Em 16 de novembro de 1940, ele foi nomeado Bispo Titular de Cirene e Bispo Auxiliar na Arquidiocese de Nova York. A consagração episcopal deu-lhe em 8 de janeiro de 1941, pelo arcebispo Francis Cardeal Spellman; os co-consagradores foram o bispo auxiliar em Nova York, Stephen Joseph Donahue, e o bispo militar do Estados Unidos, John Francis O'Hara CSC. Em 1945, ele se tornou vigário geral da Arquidiocese. Um ano depois, o Papa Pio XII nomeou-o Arcebispo titular de Paltus e Arcebispo Coadjutor da Arquidiocese de Nova York. Em 1948, James Francis McIntyre recebeu a nomeação como arcebispo de Los Angeles. Em 1953, o Papa Pio XII elevou-o como cardeal-presbítero com a igreja titular de Sant'Anastasia no Colégio dos Cardeais.
James Francis McIntyre representou o Papa em várias ocasiões como legado papal e participou nos anos de 1962 a 1965 no Concílio Vaticano II. Ele deixou a liderança da Arquidiocese de Los Angeles em 1971 por razões de idade.
James Francis McIntyre morreu em 16 de julho de 1979 em Los Angeles e foi enterrado no mausoléu dos bispos no cemitério do Calvário, no leste de Los Angeles. Em 2003, seus ossos foram transferidos para a recém-construída Catedral Metropolitana de Los Angeles, Nossa Senhora dos Anjos.

## Referência
- Cheney, David M. «James Francis McIntyre» (em inglês). Catholic-Hierarchy.org